# Línea 110 (Rosario)
Línea 110 es una línea de transporte urbano de pasajeros de la ciudad de Rosario, Argentina. El servicio está actualmente operado por el grupo empresario Rosario Bus.
Anteriormente el servicio de la línea 110 era prestado desde sus orígenes bajo el nombre de línea 1 por Transportes Santa Rita de Cascia Sociedad de Responsabilidad Limitada. Más tarde por Transportes El Porvenir Sociedad de Responsabilidad Limitada, Empresa de Transporte de Pasajeros Empalme Graneros Sociedad de Responsabilidad Limitada (cambiando en 1986 su denominación a línea 110), UTE (Unión Transitoria de Empresas) Echeverría (Empalme Graneros-Don Bosco), UTE Transporte Automotor General Las Heras, hasta formar parte de Rosario Bus.

## Recorrido
Servicio diurno y nocturno.

### García del Cossio y Avenida Génova
IDA:Desde Colectora Juan Pablo II y Dr Maradona, Juan Pablo II, Aborígenes Argentinos, Avenida Alfredo Rouillón, Bouvlevard Juan Francisco Seguí, Manantiales, Bouvlevard Juan Francisco Seguí, Bouvlevard Nicolás Avellaneda, Coronel Biedma, Avenida Ovidio Lagos, José de Amenabar, Pueyrredón, Bouvlevard 27 de Febrero, Corrientes, Ocampo, Maipú, Santa Fe, Bartolomé Mitre, Juan José de Urquiza, Callao, Avenida Aristóbulo del Valle, Continuando por Túnel Escalada, Continuando por Avenida Caseros, Héctor Teddy, Vélez Sarsfield, Bouvlevard Nicolás Avellaneda, Avenida Génova, Avenida Provincias Unidas, Juan Bautista Justo, José Colombres, Ayala Gauna, González del Solar, Avenida Génova  Hasta Acevedo.
Regreso:Desde Avenida Genova y Acevedo, Avenida Genova, Tarragona, Ayala Gauna, José Colombres, Juan Bautista Justo, Avenida Provincias Unidas, Avenida Génova, Avenida Travesía Albert Sabín, José Ingenieros, Bouvlevard Nicolás Avellaneda, Junín, Avenida Caseros, Continuando por Túnel Escalada, Continuando por Avenisa Aristóbulo del Valle, Avenida Ovidio Lagos, San Lorenzo, Sarmiento, Bouvlevard 27 de Febrero, Balcarce, José Gálvez, Martín Rodríguez, Avenida Jorge Curá, Avenida Ovidio Lagos, Bouvlevard José Francisco Seguí, Río de Janeiro, Bouvlevard José Francisco Seguí, Avenida Alberto Rouillón, Aborígenes Argentinos, Hasta Colectora Juan Pablo II y Dr Maradona.